# Büchen
Büchen település Németországban, Schleswig-Holstein tartományban. Lakosainak száma 6718 fő (2023. december 31.).

## Népesség
A település népességének változása:
| Lakosok száma | 4420 | 5856 | 5855 | 5855 | 6473 | 6617 | 6718 |
|               | 1975 | 2017 | 2018 | 2019 | 2021 | 2022 | 2023 |